# 飯島淳秀
飯島 淳秀（いいじま よしひで、1913年9月30日 - 1996年）は、日本の英文学者、翻訳家。駒澤大学名誉教授。

## 経歴
京城生まれ。福岡、大阪、朝鮮と転々とし、11歳で関節炎のため左脚を切断、義足となる。
1937年立教大学英文学科卒。立教中学校教員、1946年立教大学予科講師、1947年予科教授、1949年立教大学助教授、1955年教授、1970年定年、駒澤大学教授。
英米文学の翻訳のほか、児童文学も多数翻訳する。1961年、飯島が共訳した『アラビアン・ナイト』が含まれる講談社『世界童話文学全集』が産経児童出版文化賞を受賞。(飯島淳秀先生略年表『英米文学』90年)

## 編著
- 『アメリカ便覧』（編、旺文社） 1947

## 翻訳
- 『アルハンブラ宮殿の秘密』（ワシントン・アーヴィング、中央公論社） 1949
- 『エジプト人』（ミカ・ワルタリ、岡倉書房） 1950、のち角川文庫
- 『永遠の処女』（マーガレット・ケネデイ、ダヴィッド社） 1951、のち角川文庫
- 『チャタレイ夫人の恋人について・性の虚偽と真実』（D・H・ロレンス、青木書店） 1951
- 『魅惑』（ルーマー・ゴッデン、ダヴィッド社） 1952
- 『夜の逢びき』（シャーウッド・アンダソン、角川文庫） 1953
- 『考える葦』（レベッカ・ウェスト、ダヴィッド社） 1954
- 『チャタレイ夫人の恋人』（D.H.ロレンス、三笠書房） 1955、のち角川文庫、のち富士見ロマン文庫
- 『雨の朝巴里に死す』（フィツジェラルド、角川文庫） 1955
- 『若き日の芸術家の肖像 / ダブリン人』（ジェームズ・ジョイス、三笠書房、現代世界文学全集） 1955、のち角川文庫
- 『セブンティーン』（ブース・ターキントン、秋元書房） 1956
- 『ブルックリン横町』（ベテイ・スミス、秋元書房） 1957
- 『山猫の足跡』（ウォルター・V・T・クラーク、荒地出版社、現代アメリカ文学全集） 1958
- 『オー・ヘンリイ短篇集』第1 - 第3（オー・ヘンリイ、角川文庫） 1958 - 1959
- 『夢みるころ』（クレイグ、秋元書房） 1958
- 『画廊』（J・H・バーンズ、杉木喬共訳、岩波書店） 1959
- 『ひまわりの影』（M・ストールズ、秋元書房） 1959
- 『海をおそれる少年』（スペリー、講談社、少年少女世界文学全集17(アメリカ編7)） 1960
- 『王子とこじき』（マーク・トウェーン、講談社 1960 (少年少女世界名作全集)
- 『ベン・ハー』（ルー・ウォリス、 1960 (角川文庫)
- 『大地』（パール・バック、筑摩書房、世界名作全集） 1961
- 『少年少女のイギリス史』（ディケンズ、講談社、世界ジュニアノンフィクション全集） 1961
- 『雪の白樺』（ジョン・マントリー、秋元書房） 1961
- 『世界伝記名作集 エバンズ編』（あかね書房） 1962
- 『ふしぎの国のアリス』（ルイス・キャロル、 講談社、世界名作童話全集） 1962
- 『ロビン・フッドの冒険』（講談社、少年少女世界名作全集） 1962
- 『ロビンソン漂流記』（デフォー、講談社） 1963
- 『ピーター・パン』（バリ、講談社、少年少女新世界文学全集） 1964、のち青い鳥文庫
- 『ジキル博士とハイド氏 / 自殺クラブ』（スティブンソン、あかね書房） 1965
- 『ジャックとまめの木』（講談社） 1965
- 『アラビアンナイト童話集』（講談社） 1965
- 『白いたてがみのライオン』（ジョスリン・アランデル、偕成社） 1966
- 『トム・ソーヤーの冒険』（マーク・トウェン、講談社、世界名作全集） 1966、のち青い鳥文庫
- 『ドリトル先生アフリカへいく』（ロフティング、講談社、世界の名作図書館） 1967、のち文庫
- 『息子と恋人』（D・H・ローレンス、岩崎書店、ジュニア版世界の文学） 1968
- 『宝島』（ロバート・スチブンソン、ポプラ社） 1969、のち青い鳥文庫
- 『シャーロック・ホームズの冒険』（アーサー・コナン・ドイル、文研出版） 1970
- 『霧の中の悪魔』（リアン・ガーフィールド、講談社） 1971
- 『宇宙戦争』（H・G・ウェルズ、あかね書房、少年少女世界SF文学全集） 1972
- 『消えた光』（ラドャード・キプリング、主婦の友社 、ノーベル賞文学全集1） 1972
- 『ビアス怪異譚』（アンブローズ・ビアス、創土社） 1974
- 『薔薇をエミリーに・ほか』（フォークナー、主婦の友社、キリスト教文学の世界） 1977.7
- 『名犬ラッシー』（エリック・ナイト、講談社、青い鳥文庫） 1995.3